# Q-Pochhammersymbolen
q-Pochhammersymbolen är en q-analogi av Pochhammersymbolen. Den definieras som
{\displaystyle (a;q)_{n}=\prod _{k=0}^{n-1}(1-aq^{k})=(1-a)(1-aq)(1-aq^{2})\cdots (1-aq^{n-1})}
och
{\displaystyle (a;q)_{0}=1.}
q-Pochhammersymbolen är väldigt viktig inom q-analogteori och q-serier.

## Identiteter
q-Pochhammersymbolen kan skrivas som en oändlig produkt:
{\displaystyle (a;q)_{n}={\frac {(a;q)_{\infty }}{(aq^{n};q)_{\infty }}},}
och på det viset definieras för negativa heltal n.  Om n är positivt är då
{\displaystyle (a;q)_{-n}={\frac {1}{(aq^{-n};q)_{n}}}=\prod _{k=1}^{n}{\frac {1}{(1-a/q^{k})}}}
och
{\displaystyle (a;q)_{-n}={\frac {(-q/a)^{n}q^{n(n-1)/2}}{(q/a;q)_{n}}}.}
q-Pochhammersymbolen förekommer i flera q-serieidentiteter:
{\displaystyle (x;q)_{\infty }=\sum _{n=0}^{\infty }{\frac {(-1)^{n}q^{n(n-1)/2}}{(q;q)_{n}}}x^{n}}
och
{\displaystyle {\frac {1}{(x;q)_{\infty }}}=\sum _{n=0}^{\infty }{\frac {x^{n}}{(q;q)_{n}}}},
som är båda specialfall av q-binomialsatsen:
{\displaystyle {\frac {(ax;q)_{\infty }}{(x;q)_{\infty }}}=\sum _{n=0}^{\infty }{\frac {(a;q)_{n}}{(q;q)_{n}}}x^{n}.}

## Relation till partitioner
q-Pochhammersymbolen är nära relaterad till kombinatoriska teorin för partitioner. Koefficienten av {\displaystyle q^{m}a^{n}} i
{\displaystyle (a;q)_{\infty }^{-1}=\prod _{k=0}^{\infty }(1-aq^{k})^{-1}}
är antalet partitioner av m i högst n delar.
Eftersom, genom konjugering av partitioner, detta är samma antalet partitioner av m i delar som är högst n, får vi att genererande funktionerna är identiska:
{\displaystyle (a;q)_{\infty }^{-1}=\sum _{k=0}^{\infty }\left(\prod _{j=1}^{k}{\frac {1}{1-q^{j}}}\right)a^{k}=\sum _{k=0}^{\infty }{\frac {a^{k}}{(q;q)_{k}}}}
som i avsnittet ovan.

## Relation till andraq-funktioner
Eftersom
{\displaystyle \lim _{q\rightarrow 1}{\frac {1-q^{n}}{1-q}}=n}
kan q-analogin av n definieras som
{\displaystyle [n]_{q}={\frac {1-q^{n}}{1-q}}.}
Med hjälp av det här går det att definiera q-analogin av fakulteten, q-fakulteten, som
| {\displaystyle {\big [}n]_{q}!} | {\displaystyle =\prod _{k=1}^{n}[k]_{q}}                                                                       |
|                                 | {\displaystyle =[1]_{q}[2]_{q}\cdots [n-1]_{q}[n]_{q}}                                                         |
|                                 | {\displaystyle ={\frac {1-q}{1-q}}{\frac {1-q^{2}}{1-q}}\cdots {\frac {1-q^{n-1}}{1-q}}{\frac {1-q^{n}}{1-q}}} |
|                                 | {\displaystyle =1(1+q)\cdots (1+q+\cdots +q^{n-2})(1+q+\cdots +q^{n-1})}                                       |
|                                 | {\displaystyle ={\frac {(q;q)_{n}}{(1-q)^{n}}}.}                                                               |
Med hjälp av q-fakulteten kan man definiera q-binomialkoefficienterna, även kända som gaussiska koefficienterna, gaussiska polynomen samt gaussiska binomialkoefficienterna, som 
{\displaystyle {\begin{bmatrix}n\\k\end{bmatrix}}_{q}={\frac {[n]_{q}!}{[n-k]_{q}![k]_{q}!}}.}
Man kan lätt kontrollera att
{\displaystyle {\begin{bmatrix}n+1\\k\end{bmatrix}}_{q}={\begin{bmatrix}n\\k\end{bmatrix}}_{q}+q^{n-k+1}{\begin{bmatrix}n\\k-1\end{bmatrix}}_{q}.}
q-Analogin av gammafunktionen, q-gammafunktionen, definieras som
{\displaystyle \Gamma _{q}(x)={\frac {(1-q)^{1-x}(q;q)_{\infty }}{(q^{x};q)_{\infty }}}.}
Den satisfierar identiteterna
{\displaystyle \Gamma _{q}(x+1)=[x]_{q}\Gamma _{q}(x)\,}
för alla x och
{\displaystyle \Gamma _{q}(n+1)=[n]_{q}!{\frac {}{}}.}
för alla icke-negativa heltal n.